# 마이크로소프트 오피스 97
마이크로소프트 오피스 97(Microsoft Office 97)은 명령 줄, 문법 검사 등 여러 가지 향상된 기능을 가진 마이크로소프트의 오피스 소프트웨어로 CD-ROM 45장의 3.5 플로피 디스크에 담겨있으며, 1996년 11월 18일에 출시되었다. 오피스 95에서 97로 넘어오면서 파일 구조가 바뀌었다.
SR2부터 이 버전은 Y2K 버그를 해결했고. 윈도우 NT 3.51을 지원하는 마지막 버전이다. 2004년 1월 16일에 확장 지원이 종료되었다.

## 에디션
오피스 97은 다음 4가지 에디션으로 판매되었다.
| 오피스 프로그램                  | 스탠다드 에디션 | 프로페셔널 에디션 | 스몰 비즈니스 에디션 | 스몰 비즈니스 에디션 v2 | 개발자 에디션 |
| -------------------------------- | --------------- | ----------------- | -------------------- | ----------------------- | ------------- |
| 워드 97                          | 포함            | 포함              | 포함                 | 포함                    | 포함          |
| 엑셀 97                          | 포함            | 포함              | 포함                 | 포함                    | 포함          |
| 아웃룩 97                        | 포함            | 포함              | 포함                 | 미포함                  | 포함          |
| 아웃룩 98                        | 미포함          | 미포함            | 미포함               | 포함                    | 미포함        |
| 파워포인트 97                    | 포함            | 포함              | 미포함               | 미포함                  | 포함          |
| 액세스 97                        | 미포함          | 포함              | 포함                 | 포함                    | 포함          |
| 개발자 도구와 SDK                | 미포함          | 미포함            | 미포함               | 미포함                  | 포함          |
| 퍼블리셔 97                      | 미포함          | 미포함            | 포함                 | 미포함                  | 미포함        |
| 퍼블리셔 98                      | 미포함          | 미포함            | 미포함               | 포함                    | 미포함        |
| 스몰 비즈니스 파이낸셜 매니저 97 | 미포함          | 미포함            | 포함                 | 미포함                  | 미포함        |
| 스몰 비즈니스 파이낸셜 매니저 98 | 미포함          | 미포함            | 미포함               | 포함                    | 미포함        |
| 다이렉트 메일 매니저             | 미포함          | 미포함            | 미포함               | 포함                    | 미포함        |
| 엑스피디아 스트리트 98           | 미포함          | 미포함            | 미포함               | 포함                    | 미포함        |

## 워드 98 포함 마이크로소프트 오피스 97
워드 98 포함 마이크로소프트 오피스 97은 한국어와 일본어로만 제공되었고 1998년 6월 20일에 판매되었다. 이 버전은 아웃룩 98과 퍼블리셔 98을 스몰 비즈니스 에디션에 포함했으며, 5일 뒤 출시된 윈도우 98을 지원하는 첫 버전이다.

## 이스터 에그
마이크로소프트 오피스 97에는 핀볼 게임이 숨겨져 있으며, 엑셀 97에는 비행 시뮬레이션 게임이 숨겨져 있다.